# Верхнянська сільська територіальна громада
Верхнянська сільська громада — територіальна громада в Україні, в Калуському районі Івано-Франківської області. Адміністративний центр — село Верхня.
Площа громади — 140,62 км², населення — 10 584 мешканці (2018).
Утворена 20 серпня 2015 року шляхом об'єднання Верхнянської, Довговойнилівської, Завадківська, Зборянської, Негівської та Станьківської сільських рад Калуського району.

## Населені пункти
До складу громади входять 12 сіл:
- Болохів
- Верхня
- Вилки
- Гуменів
- Довгий Войнилів
- Завадка
- Збора
- Іванкова
- Кулинка
- Негівці
- Станькова
- Степанівка